# Phare d'İnceburun
Le phare d'İnceburun (en turc : İnceburun Feneri)  est un feu côtier situé sur la rive anatolienne de la mer Noire, sur une falaise au nord-ouest de Sinop dans la province de Sinop, en Turquie.
Il est exploité et entretenu par l'Autorité de sécurité côtière (en turc : Kıyı Emniyeti Genel Müdürlüğü) du Ministère des transports et des communications.

## Histoire
Le phare en maçonnerie a été construit en 1863 à İnceburun (littéralement : Sharp Cape), sur les falaises du point le plus au nord de l'Anatolie. Il est situé à environ 25 km au nord-ouest de la ville de Sinop. La tour du phare de 12 m (39 pi) de haut avec une galerie autour de la salle de la lanterne a la forme d'un prisme octogonal dans la moitié supérieure assis sur une base carrée et est peinte en blanc. Une maison de gardien d'un étage y est attachée, et trois bâtiments supplémentaires appartiennent au phare. À une hauteur focale de 26 m (85 pieds), il clignote en blanc quatre fois toutes les 20 secondes. [2]
Le phare est accessible mais la tour est fermée au public. La garde du phare est desservie par la famille Çilesiz, qui fait le travail à la cinquième génération.

## Description
Le phare  est une tour à base carrée en maçonnerie blanche terminée par une partie octogonale, de 12 m de haut, supportant une salle de lanterne avec une galerie, attenante à une maison de gardien d'un étage.
Son feu à éclats émet, à une hauteur focale de 26 m,quatre éclat blanc d'une demi-seconde par période de 20 secondes. Sa portée est de 18 milles nautiques (environ 33 km).
Identifiant :ARLHS :(TR-10310) TUR-005 - Amirauté : N5810 - NGA : 19532.

## Caractéristique dufeu maritime
Fréquence : 10 secondes (W-W-W-W)
- Lumière : 0,5 seconde (4 fois)
- Obscurité : 2 secondes (3 fois) - 10 secondes (1 fois)

|                 |
| Le phare (2015) |

|             |
| La lanterne |

### Lien connexe
- Liste des phares de Turquie